# Са'ид (ткање)
Са'ид је традиционална техника ткања на ручним разбојима која се вековима практикује у Горњем Египту. Током времена ова техника се развијала и прерасла је у занат који се преноси и као породично наслеђе и као професија. Ткањем се баве и мушкарци и жене, а основни принципи остали су исти као и они који су се користили у прошлости. Ручним ткањем још увек се традиционално бави становништво које живи у областима око градова Кена, Асуан и Сохаг.
Године 2020. ручно ткање у Горњем Египту уврштено је на Унескову листу нематеријалног културног наслеђа човечанства.

## Историја
Историја традиционалног египатског текстила започиње још у Старом Египту, у граду Акхмиму, некадашњем Панополису. Историјски гледано, Акхмим је био главни град деветог регион Горњег Египта. Био је један од најважнијих верских центара, средиште култа бога плодности Мина. Има дугу историју, која датира из преддинастичког периода, а наставља се током староегипатског, грчког и римског, коптског и арапског периода. Грчки историчар Херодот, који је посетио Египат у 5. веку п. н. е. (око 484-425) писао је о овом граду као о месту где „жене брину о домаћинству а мушкарци ткају текстил“. Грчки географ Страбон писао је о била је индустрији ткања платна у Акхмиму.

## Техника ткања
Ручно ткање у Горњем Египту - Са’ид је сложен процес. Захтева пуно времена, труда, стрпљења и искуства како би се припремио разбој, навој и основа. Само прецизном и сложеном израдом може се постићи жељени резултат. Основни принципи остали су исти као они који су се користили у прошлости, било да се као предиво користи памук, вуна или свила. Радионице које су некад ткале скупим свиленим предивом постепено су прешле на памук, јер је то финансијски исплативије, а мали и уски разбоји замењени су ширим.
Технике ткања, исто као и конструкција разбоја, потичу још из Старог Египта. Конструкција традиционалног ручног разбоја омогућава ткаље једноставних вертикалних и
хоризонталнх геометријскх облика, што поставља нека ограничења у погледу мотива и дезена, као и иновација доступних у оквиру овог старог традиционалног заната. Бављење овим занатом у кућној радиности данас је прилично захтевно, јер је неопходно обезбедити велики простор за смештај разбоја.

## Традиција
Ткање на ручним разбојима у Горњем Египту сматра се елементом културног идентитета. Постојање аутентичне терминологије сведочи о дубоко укорењеном значају. Ипак, овај занат се тренутно суочава са многим претњама. Ткање више није уносно, нарочито као кућна радиност, па је због тога прилично занемарен и не преноси се као у прошлости. У заједницанма у које негују ручно ткање верује се да би оспособљавање нове генерације младих у овој делатности пружило решење нарастајућег проблема незапослености. Иначе, ручно ткани шалови и друго производи популарни су сувенири у богатој египатској туристичкој понуди.
- Једна ткачница у Горњем Египту
- Ткач за разбојем
- Разнобојне ручно ткане тканине
- Искусни ткач задубљен у свој рад